# 花园酒
花园酒是黑龍江省哈爾濱市雙城區金城乡花园村出产的一种白酒， 源于1879年扶余人韩甸池在当地开设的“增盛兴”烧锅，1946年当地易手后被当局国有化，于2003年12月被私企哈尔滨金太阳集团收购。花园酒乃以红高粱为主料，用麸曲做糖化剂，用玉米、大麦等谷物制大曲，经入木板窖池后双边续糟发酵，现主要销售市场在东北三省，此外也外销至山东、河北、河南、广东、江苏、安徽等地。